# Ільїнка (Юргамиський район)
Ільї́нка (рос. Ильинка) — присілок у складі Юргамиського району Курганської області, Росія. Входить до складу Юргамиської селищної ради.
Населення — 73 особи (2010, 88 у 2002).